# Пембертон, Джон Стит
Джон Стит Пе́мбертон (англ. John Stith Pemberton, 8 июля 1831 — 16 августа 1888) — американский фармацевт, офтальмолог, бывший офицер американской Армии конфедерации, изобретатель «Кока-Колы».

## Биография
Джон Пембертон родился в городе Ноксвилл в штате Джорджия, он был сыном Джеймса Клиффорда Пембертона и Марты Гэнт. Чуть позже его семья переселилась в Колумбус. Его дядя, Джон Клиффорд Пембертон, позже стал генералом армии Конфедерации. Детство и юность Пембертона прошло в Колумбусе, где он окончил Университет фармацевтической школы.
В годы Гражданской войны в США Пембертон сражался в рядах армии Конфедерации дослужившись к концу войны до звания подполковника. В апреле 1865 года он получил ранение в ходе битвы при Колумбусе, и впоследствии, как и многие из ветеранов войны, пристрастился к морфию. В поисках лекарства от этой зависимости он начал экспериментировать с кокой и винами на её основе, в конечном итоге создав собственную версию напитка «Вино Мариани», содержащую орех колы и дамиан, которую назвал «Pemberton’s French Wine Coca».
В следующем, 1885 году в ряде округов штата Джорджия был введён «сухой закон». Пембертону пришлось изменить формулу напитка, исключив алкогольную основу и заменив её сиропом из жжёного сахара с газированием. Для новой версии бухгалтер Пембертона Фрэнк Мейсон Робинсон придумал название «Кока-Кола» (англ. «Coca-Cola»), сочетавшее в себе отсылку к двум основным составляющим напитка. Робинсон, который также владел каллиграфией, написал слова «Coca-Cola» красивыми фигурными буквами. Оригинальная формула содержала 8,46 мг кокаина, однако эффект значительно усугублялся наличием кофеина из ореха колы.
Джон отнёс первую партию сиропа в самую крупную аптеку города «Джейкобса», где напиток продавали по 5 центов за стакан. «Кока-Кола» первоначально рекламировалась как лекарство для лечения зависимости от морфия и опия для ветеранов войны, а в дальнейшем рекомендовалась от депрессии, неврастении, а также при заболеваниях желудка, кишечника и почек среди дам.
В 1885 году химик владел почти всеми правами на свое изобретение, но его пристрастие к морфию никуда не делось, заставляя изобретателя распродавать части своей компании. К лету 1888 года создатель Кока-Колы и его сын Чарльз лишились всех акций компании.
Джон Пембертон умер в нищете от рака желудка, в августе 1888 года в Атланте в возрасте 57 лет.
В 1888 году банкир Эйза Григгс Кэндлер выкупил за 2300 долларов права на напиток у вдовы Пембертона и в 1892 году зарегистрировал компанию «The Coca-Cola Company». Эйза родился в графстве Кэролл в семье преуспевающего торговца и плантатора (был одним из одиннадцати детей). С детства знакомый с этикой бизнеса и воспитанный на сильных религиозных баптистских убеждениях, он пошёл в аптечный бизнес.